# 文艺学
文艺学是以文学为研究对象的学问。也有作为德语Literaturwissenschaft的译语的情况，在英语中与literary criticism重叠，但与各自不一致。中华人民共和国国务院学位委员会将其列为中国语言文学下属二级学科。